# 2,4,6-Trihydroxyacetophenon
2,4,6-Trihydroxyacetophenon ist eine aromatische Verbindung, die sich sowohl vom Acetophenon als auch vom Phloroglucin (1,3,5-Trihydroxybenzol) ableitet. Die Struktur besteht aus einem Benzolring mit einer angefügten Acetylgruppe (–COCH3) und drei Hydroxygruppen (–OH) als Substituenten.

## Vorkommen
2,4,6-Trihydroxyacetophenon kommt natürlich in Pflanzen (wie zum Beispiel Pflaumen und Myrtengewächsen) vor.

## Gewinnung und Darstellung
2,4,6-Trihydroxyacetophenon kann durch Reaktion von Essigsäureanhydrid, Acetylchlorid oder Acetonitril mit Phloroglucin gewonnen werden. Ebenfalls möglich ist Darstellung durch Reaktion von Essigsäure mit Phloroglucin und Zinkchlorid (Nencki-Reaktion).

## Eigenschaften
2,4,6-Trihydroxyacetophenon ist ein hellgelber Feststoff, der wenig löslich in Wasser ist. Es ist ein effizienter Inhibitor des Transports von Glucose in humanen Erythrocyten.

## Verwendung
2,4,6-Trihydroxyacetophenon wird als Matrix für Matrix-unterstützte Laser-Desorptionen/Ionisationen verwendet.